# Нафт Тегеран
«Нафт» Тегеран — иранский футбольный клуб, созданный в 1950 году Национальной иранской нефтяной компанией. Выступает в иранской Про-лиге.

## История
Датой основания клуба считается 23 августа 1950 года. До 2005 года «Нафт Тегеран» выступал на региональном уровне. В тот год же он получил продвижение в Третий дивизион, четвёртый уровень в системе футбольных лиг Ирана. Спустя сезон команда выходит во Второй дивизион. Играя роль середняка первые 2 года на этом уровне, «Нафт Тегеран» по итогам чемпионата 2008/09 добился выхода в Лигу Азадеган. По итогам же дебютного сезона в Лиге Азадеган «Нафт Тегеран» под руководством главного тренера Мехди Динварзаде сумел выиграть свою группу, в упорной борьбе оказавшись сильнее «Дамаш Гилана» и «Барг Шираза». Этот успех позволил тегеранскому клубу выйти в главную лигу иранского футбола. 27 июля 2010 года «Нафт Тегеран» сыграл свою первую игру в Про-лиге, закончившуюся гостевой ничьей с «Малаваном» (1:1). В дебютном сезоне команда, которую возглавлял Хусейн Фараки, до конца боролась за выживание. Лишь гол Бахмана Тахмасеби на 92-й минуте мачта последнего тура смог принести «Нафт Тегерану» гостевую победу над клубом «Шахин Бушер» и вывел команду из зоны вылета.
В следующем сезоне подопечные Хусейна Фараки уже боролись за место в четвёрке, дающее право выступить в Лиге чемпионов АФК 2013. А после домашней победы над «Мес Сарчешме» в рамках 10-го тура «Нафт Тегеран» и вовсе на неделю возглавил турнирную таблицу первенства. Закончил же тот чемпионат «Нафт Тегеран» на 5-м месте.
Начало чемпионата 2012/13 «Нафт Тегеран», сменивший Фараки на Мансура Эбрахимзаде на посту главного тренера, вновь провёл успешно. С 6-го по 9-й тур команда шла первой в чемпионской гонке, но по итогам турнира заняла 5-е место, повторив свой предыдущий результат. По окончании сезона «Нафт Тегеран» расстался с Эбрахимзаде, перешедшим на работу в «Рах Ахан», и пост наставника команды занял Яхья Голмохаммади.
После домашней победы над «Гостареш Фуладом» в 29-м туре «Нафт Тегеран» впервые в сезоне 2013/14 вышел в лидеры первенства за тур до его окончания. Однако в гостевом матче тегеранцы уступили «Сепахану» со счётом 0:1 из-за автогола защитника Мохаммада Амина Хаджмохаммади на 53-й минуте и опустились на итоговое 3-е место. В мае 2014 года Голмохаммади возглавил «Зоб Ахан», а главным тренером «Нафт Тегерана» был назначен Алиреза Мансурян.
В чемпионате 2014/15 «Нафт Тегеран» выдал беспроигрышную серию из 19 матчей, которая позволила команде долгое время возглавлять первенство. В тот же период клуб дебютировал и на международном уровне. 17 февраля 2015 года он в Тегеране обыграл катарский «Аль-Джаиш» в рамках Раунда плей-офф Лиги чемпионов АФК 2015. Перед заключительным туром чемпионата Ирана 2014/15 «Нафт Тегеран» занимал 2-е место, а в последнем туре он играл на выезде с клубом «Трактор Сази», тогдашним лидером первенства. В случае своей победы тегеранцы становились бы чемпионами. В решающем поединке «Нафт Тегеран» сумел выйти вперёд в счёте на 6-й минуте после розыгрыша углового. Но затем к 61-й минуте гости пропустили 3 мяча. «Трактор Сази» выигрывал 3:1 и был предельно близок к чемпионскому титулу даже несмотря на то, что спустя 2 минуты в составе хозяев был удалён Андраник Теймурян. Но «Нафт Тегеран» сумел отыграться за 4 минуты и в концовке, играя в большинстве, имел несколько голевых моментов. Итоговой ничьей воспользовался «Сепахан», выигравший свою встречу, и стал чемпионом Ирана, оттеснив «Нафт Тегеран» и «Трактор Сази». 1 июня 2015 года «Нафт Тегеран» уступил в финале Кубка Ирана 2014/15 исфаханскому «Зоб Ахану» со счётом 1:3, при этом первыми счёт в поединке открыли тегеранцы. В Лиге чемпионов же «Нафт Тегеран» завершил сезон, будучи четвертьфиналистом, не без труда выйдя из группы и обыграв в 1/8 финала саудовский «Аль-Ахли» за счёт гола на выезде.
В 1/4 финала Лиги чемпионов АФК 2015 «Нафт Тегеран» уступил по сумме двух встреч эмиратскому «Аль-Ахли».